# Нерсесов, Александр Нерсесович
Нерсесов Александр Нерсесович  (арм. Ալեքսանդր Ներսեսի Ներսեսյան; 20 июня 1877, Москва — 18 января 1953, Москва) — юрист, профессор Московского университета.

## Биография
Родился 20 июня 1877 года — сын цивилиста, профессора Московского университета, действительного статского советника Н. О. Нерсесова (1848—1894); мать — Соломонида Михайловна.
Окончил с золотой медалью Лазаревский институт восточных языков и в 1899 году юридический факультет Московского университета, где был учеником профессора Л. А. Камаровского. В 1900 году состоял помощником присяжного поверенного округа Московской судебной палаты (жил на Мясницкой в доме Куманина),  затем был профессорским стипендиатом Московского университета.
С 1910 года состоял приват-доцентом на кафедре международного права юридического факультета Московского университета; в 1911—1912 годах изучал международное право в университетах Германии, Франции и Швейцарии. По возвращении из заграничной научной командировки в 1912 году стал читать на юридическом факультете курс «История международных отношений».
Его статьи по международному праву публиковались в «Русских ведомостях», «Юридическом вестнике», «Вестнике права». Один из основных трудов: «Нейтрализованные государства» (Юридический вестник. — 1914. — №№ 7—8).
В 1920—1922 годах был профессором правового отделения факультета общественных наук МГУ, читал курс международного публичного права. В ночь с 25 на 26 ноября 1921 года он был арестован вместе с женой и соседями по квартире, супругами Воскресенскими (Александр Дмитриевич и Лидия Александровна жили в квартире № 4, а Нерсесовы — в квартире № 2 в доме № 13 по Кривоколенному переулку). Через несколько дней, в начале декабря, по ходатайству юридического отдела Политического Красного креста они были освобождены.
В 1924—1931 годах А. Н. Нерсесов — директор фундаментальной библиотеки 1-го МГУ. На базе фондов общего читального зала инициировал создание т.н. перекрестного или словарного каталога – первого каталога подобного рода в академических библиотеках страны. Во время директорства Н. справочно-библиографический отдел организовывал ежедневные консультации читателей по библиографическим справкам; при общем читальном зале был создан подсобный фонд (ок. 3,5 тыс. томов), основным источником комплектования которого был обязательный экземпляр.
Область научных интересов А. Н. Нерсесова: правоведение, международное публичное право, политическая география, отделы государства, территории и населения,  библиотековедение, библиография публичного права.
Был женат на дочери Александра Вениаминовича Бари, Евгении Александровне (1881—1967). Их дети: Екатерина (1909—1975), Мария, Зинаида. Другом дома Нерсесовых был известный литературовед и театральный критик Сергей Николаевич Дурылин.
Похоронен на Введенском кладбище (уч. 23), рядом с тестем.